# Вистилия
Висти́лия (лат. Vistilia/Vestilia; родилась, по одной из версий, не позднее 30 года до н. э., Игувий, Римская республика — умерла после 5 года, Римская империя) — римлянка из малоименитого плебейского рода, прославившаяся среди своих современников тем, что имела семерых детей от шести разных мужей. 
Плиний Старший дополнительно отмечал, что большинство её беременностей «были удивительно короткими».

## Биография
Вестилия (или Вистилия) происходила из неименитого плебейского рода, представители которого никогда не поднимались в своей гражданско-политической карьере выше претуры. Братом Вестилии, предположительно, мог быть некий Секст Вестилий, преторий (бывший претор) и близкий друг римского полководца Друза Старшего, младшего брата императора Тиберия. По мнению бельгийского учёного Фредерика Юлиана Вервата, это обстоятельство делало Вистилию «чрезвычайно ценной невестой, чьи связи открывали её мужьям и их совместным детям фантастические перспективы». 
По одной из версий, уже до 10 года до н. э. Вестилия успела четырежды побывать в браке; из них три — со знатными мужьями (clarissimi mariti). Однако в 9 году до н. э. Децим Клавдий Друз умер в результате несчастного случая (падения с лошади), и брачный союз с дочерью из преторского рода внезапно стал гораздо менее выгодным для честолюбивых и высокопоставленных сенаторов, происходивших из знатных семейств.
Несколько позже Секст Вестилий был принят в так называемую «когорту друзей принцепса» (cohors amicorum), и её ценность как невесты вновь повысилась. Вследствие такого обстоятельства Вистилия выходила замуж ещё дважды. Когда Тиберий рассердился на Секста из-за критики им нравов своего внучатого племянника, Калигулы, он исключил Вестилия из своего окружения. К тому времени, когда Секст покончил с собой в 32 году, по словам Ф. Вервата, он «уже давно пережил период своей полезности для власти».

## Семьи и потомки
Благодаря короткому сообщению Плиния Старшего известно, что Вистилия была замужем шесть раз и имела от разных супругов семерых детей. Крупный британский историк Рональд Сайм идентифицировал её детей следующим образом, предварительно датировав годы их рождения:
- Глитий (род. около 15 года до н. э.), отец ординарного консула Публия Глития Галла;
- Публий Помпоний Секунд (род. около 14 года до н. э.), трагик и консул-суффект в 44 году;
- Квинт  Помпоний Секунд (род. около 12 года до н. э.), консул-суффект в 41 году;
- Орфит (род. около 11 года до н. э.), отец Сервия Корнелия Сципиона Сальвидиена Орфита, ординарного консула в 51 году;
- Публий Суиллий Руф (между 10 и 7 до н. э. — 58), консул-суффект в промежутке между 41 и 45 годом, отец Марка Суиллия Неруллина, консула в 50 году, и Суиллия Цезонина, участника заговора Мессалины;
- Гней Домиций Корбулон (род. между 4 годом до н. э. и 1 годом), выдающийся военачальник и консул 39 года, отец Домиции Лонгины, впоследствии вышедшей замуж за императора Домициана;
- Милония Цезония (род. в 5 году), четвёртая и последняя жена Калигулы.